# Kuriyama
Kuriyama (栗山町, Kuriyama-chō) est un bourg du district de Yūbari, situé dans la sous-préfecture de Sorachi, sur l'île de Hokkaidō, au Japon.

## Géographie

### Démographie
Au 31 mars 2015, la population de Kuriyama s'élevait à 12 561 habitants répartis sur une superficie de 203,93 km2.